# Andrzej Targowski
Andrzej Stanisław Targowski (ur. 9 października 1937 w Warszawie) – polski informatyk o specjalności informatyka stosowana, architektura systemów komputerowych, cywilizacja i informacja. Jeden z pionierów informatyki stosowanej w Polsce, menedżer, cywilizacjonista, nauczyciel akademicki, profesor Western Michigan University. Mieszka i pracuje w Stanach Zjednoczonych.

## Wykształcenie
Absolwent VI Liceum Ogólnokształcącego im. Tadeusza Reytana w Warszawie (1954). Ukończył Politechnikę Warszawską (1962) na Wydziale Mechaniczno-Technologicznym, Oddziale Inżynieryjno-Ekonomicznym. Obronił w publicznej prezentacji pracę magisterską na temat Kompleksowego zastosowania maszyn liczących w zakładach Radarowych T1, gdzie komputerowo sformułował listę części i podzespołów (Bill of Material Processor – BOMP) dla wyrobów wysoce złożonych (system radarowy na kilku samochodach). Następnie odbywał praktyki zawodowe w firmach Bull (w Paryżu, 1962, 1964), NCR, ICT/ICL oraz IBM w Londynie (1966). W latach 1966–1971 uczestniczył w praktykach w centrach IBM w Wiedniu (Austria), La Hulpe (Belgia), Paryżu i Londynie. W 1969 roku, na Politechnice Warszawskiej na Wydziale Mechaniczno-Technologicznym, obronił pracę doktorską Warunki optymalizacji systemu przetwarzania danych w układzie przedsiębiorstwo-centrum. W 1975 przeszedł następną serię szkoleń w amerykańskich centrach edukacyjnych IBM dla menedżerów w Nowym Jorku, White Plains oraz Hemstead/Poughkeepsie.

## Kariera zawodowa
Jako student był współautorem pierwszej narodowej strategii rozwoju systemów komputerowych w Polsce (KERM 400, 1961). Założył pierwszą w Polsce Pracownię Analizy Systemów w Instytucie Organizacji Przemysłu Maszynowego (Orgmasz) w 1962 r. W ramach tej pracowni, realizując Uchwałę KERM 400, uczestniczył w projektowaniu pierwszych polskich komputerowych systemów wspomagania zarządzania przedsiębiorstwami, fabryka radarów Rawar – 1961, Zakłady Radiowe im. Marcina Kasprzaka w Warszawie – 1962, Fabryka Samochodów Ciężarowych w Starachowicach – 1966 (ICL 1301). W 1966 zorganizował sprowadzenie do Polski maszyny IBM 1400, co było pierwszym takim kontraktem z IBM za ówczesną żelazną kurtyną. W latach 1965–1971 jako pierwszy pracownik i dyrektor generalny warszawskiej firmy ZETO-Zowar współuczestniczył w zakładaniu w Polsce sieci 50 komputerowych centrów ZETO, zatrudniających wkrótce ok. 5000 specjalistów od informatyki. W ZETO-Zowar inicjował i nadzorował projektowanie pierwszego w Polsce (1966) Pakietu Obliczeń Produkcyjnych – zwanych dzisiaj ERP (BOMP, MRP I i MRP II) – zaawansowanych, przemysłowych systemów przetwarzania informacji, wspomagających zintegrowane kierowanie produkcją w FSO i Zakładach im. M. Nowotki, najpierw na komputerze IBM 1440, a potem na komputerze IBM 360/50.
Jako wolontariusz w NOT kierował opracowaniem drugiego narodowego Programu Rozwoju Informatyki na lata 1971–1975. Potem zreferował jego założenia na plenarnym posiedzeniu Komitetu Nauki i Techniki w dniu 23 kwietnia 1970 r. jako koreferat do Programu prezentowanego przez ówczesnego Pełnomocnika Rządu ds. ETO prof. inż. Stanisława Kielana. Program Rozwoju zastąpił Program ETO oraz zastąpił termin ETO (Elektroniczna Technika Obliczeniowa i jej pochodne, jak np. Biuro Pełnomocnika Rządu ds. ETO, tzw. PRETO) terminem informatyka. Termin informatyka był spolszczonym terminem francuskim l’informatique, znanym w Polsce w wyniku wizyt francuskiego ministra Dèlèguè à l’Informatique (utworzonego we Francji w 1966). W ramach tego programu opracował projekt Uchwały KERM nr 33/1971, w wyniku której powstało Krajowe Biuro Informatyki w 1971, Państwowa Rada Informatyki w 1972; sieć ZETO (w wyniku jego projektu Uchwały KERM nr 34/1971 r.) została przekształcona w Zjednoczenie Informatyki. Jego książka Informatyka klucz do dobrobytu (PIW) w 1971 r. (była bestsellerem) przypieczętowała stosowanie tego terminu w Polsce, w miejsce terminu ETO. W wyniku zmian w administracji państwowej objął kierownictwo nad projektowaniem ogólnopolskiego systemu ewidencji ludności: Magister/PESEL (1972–1974); rozwijał system WEKTOR przeznaczony do ewidencji i kontroli szczególnie ważnych inwestycji państwowych (1972–1974). Będąc zastępcą dyrektora generalnego Krajowego Biura Informatyki (1971–1974), opracował koncepcję Infostrady i Krajowego Systemu Informatycznego (KSI). Plany rozwoju Infostrady i KSI zostały zatrzymane przez władze polityczne, jako zbyt ryzykowne dla systemu dyktatury PRL, bowiem promowały swobodny przepływ informacji w społeczeństwie. Od tego momentu zaczęły się kłopoty Targowskiego z zatrudnieniem i publikowaniem oraz spotkały go zorganizowane szykany. Między innymi w 1977 został usunięty z redakcji „Informatyki”, blokowano jego publikacje, zwalniano z kolejnych miejsc pracy, a zatrudnionego w Instytucie Maszyn Budowlanych w Kobyłce, poproszono o nieprzychodzenie do pracy. W wyniku tych szykan rozpoczął starania o wyjazd za granicę poprzez firmę Polservice.
W styczniu 1980 wyjechał do Meksyku (poprzez Polservice), a następnie w sierpniu 1980 do USA, gdzie udzielono mu azylu politycznego. W USA początkowo pracował w Hamilton College (1974–1975), Western Michigan University (1980–1982), Hofstra University (1982–1983), Eastern Kentucky University (1984), a najdłużej, od 1985 do dziś, jako profesor komputerowych systemów informacyjnych Western Michigan University w Kalamazoo w stanie Michigan. Po jego wyjeździe za granicę wydrukowano paszkwil o nim w „Życiu Warszawy” nr 32 z 9 lutego 1981, gdzie napisano o jego książce Informatyka: modele systemów i rozwoju, iż jest to „monstrualne połączenie przedmiotowej niewiedzy, autorskiej nierzetelności i gwałtów zadanych elementarnej kulturze słowa”. Redaktor Stefan Bratkowski odpowiedział artykułem Męstwo spóźnionych na barykady w „Życiu Warszawy” z 22 lutego 1981. Ponieważ Targowski nie został przyjęty do nowo utworzonego Polskiego Towarzystwa Informatycznego, uniemożliwiło mu to wystąpienie do sądu koleżeńskiego PTI przeciw autorom artykułu w „Życiu Warszawy”

## Dorobek naukowy
W 1962 w ramach swojej pracy magisterskiej opisał konstrukcję i algorytmy zastosowane w warszawskiej fabryce radarów T1, gdzie zinformatyzował zarządzanie strukturami materiałowymi wyrobów Bill of Material Processor – BoMP. W 1965 wraz z kolegami założył miesięcznik „Maszyny Matematyczne” przemianowany w 1971 na „Informatyka”, gdzie opublikował 31 artykułów. W pozostałej polskiej prasie naukowo-zawodowej opublikował kilkadziesiąt artykułów na rzecz produkowania i zastosowania komputerów w gospodarce polskiej. W swej pracy doktorskiej (Politechnika Warszawska, 1969) pt. Warunki optymalizacji systemu przetwarzania danych w układzie przedsiębiorstwo-centrum sformułował podejście do hierarchicznych systemów informatycznych w gospodarce. Wyniki tej pracy wykorzystał następnie przy rozwijaniu Krajowego Systemu Informatycznego (od 1972).
Przy ówczesnym braku polskich tłumaczeń zagranicznej literatury na temat organizacji informatyki w przedsiębiorstwach, opublikował książki przybliżające tę tematykę:
- Automatyzacja przetwarzania danych – systemy, techniki, metody, Państwowe Wydawnictwo Ekonomiczne, Warszawa 1970,
- Organizacja ośrodków obliczeniowych, Wydawnictwa Komunikacji i Łączności, Warszawa 1971,
- Informatyka: klucz do dobrobytu, Państwowy Instytut Wydawniczy, Warszawa 1971 – książka ta po raz pierwszy zdefiniowała koncepcję informatyki w Polsce,
- Organizacja procesu przetwarzania danych, Państwowe Wydawnictwo Ekonomiczne, Warszawa 1971,
- Informatyka: modele systemów i rozwoju, Państwowe Wydawnictwo Ekonomiczne, Warszawa 1980 – pierwsza naukowa książka, która naukowo zdefiniowała informatykę w Polsce oraz przedstawiła jej historyczny rozwój.

Na emigracji zajmuje się takimi dziedzinami jak strategia i architektura zintegrowanych systemów przedsiębiorstwa, drabina semantyczna (semantic ladder), futurologia, modelowanie zjawisk historycznych, teoria cywilizacji, wielokulturowość, kognitywistyka, teoria mądrości (wisdom theory). W USA, wykorzystując swe prace nad Infostradą w Polsce, doprowadził do uruchomienia jednego z pierwszych amerykańskich cyfrowych miast w projekcie teleCITY of Kalamazoo (1996).
Ogółem opublikował samodzielnie 38 książek (po polsku i angielsku), a dodatkowo 11 rozdziałów do książek zbiorowych po angielsku. Opracował ponadto około 180 artykułów naukowych i zawodowych po polsku i angielsku.

## Organizacje
- IRMA, Information Resources Management Association – prezes Rady Doradczej (1995–2003).
- ISCSC, The International Society for the Comparative Study of Civilizations – prezes dwóch kadencji (2007–2013)[2]
- Światowa Rada Badań nad Polonią – prezes (2001–2007),
- Colleagues International – prezes (1999–2001),
- Rada Inżynierów Polskich w Ameryce Północnej – założyciel (2003), dyrektor (2003–2011) i wiceprezes (od 2011), dyrektor (od 2013)
- Polonia Technica, Nowy Jork – członek honorowy
- Polski Związek Tenisowy – prezes (1971–1972)[1]
- Północnoamerykańskie Studium ds. Polskich – przewodniczący Komitetu Planowania i Biblioteki Studium (1982–2002)
- Polski Instytut Naukowy w Ameryce – członek
- Polskie Towarzystwo Naukowe na Obczyźnie w Londynie – członek
- Instytut Józefa Piłsudskiego w Ameryce – członek
- Akademia Inżynierska w Polsce (członek zagraniczny od 2004)[1]
- American Polish Advisory Council, Washington, D.C. członek-inicjator-współzałożyciel od 2013
- Dialog and Universalism, Advisory Editorial Board, Vice-Chairman
- Honorowy Prezes Stowarzyszenia Dzieci Powstania 1944
- Polskie Towarzystwo Naukowe na Obczyźnie[9]

## Odznaczenia i nagrody
- Nagroda przewodniczącego Komitetu Nauki i Techniki za wdrożenie informatycznego pakietu obliczeń produkcyjnych w FSO, FSC w Starachowicach i w ZM Nowotki 1972[1]
- Złoty Medal Za zasługi dla obronności kraju (1998)
- Krzyż Kawalerski Orderu Zasługi Rzeczypospolitej Polskiej (2000)[10]
- Medal 60-lecia Polonia Technika (Nowy Jork, 2001)
- Medal 70-lecia Polonia Technika (Nowy Jork, 2011)
- Medal Feliksa Kucharzewskiego (NOT, Warszawa, 2011)
- Medal Jana Heweliusza (Politechnika Gdańska, 2011)

## Tenis

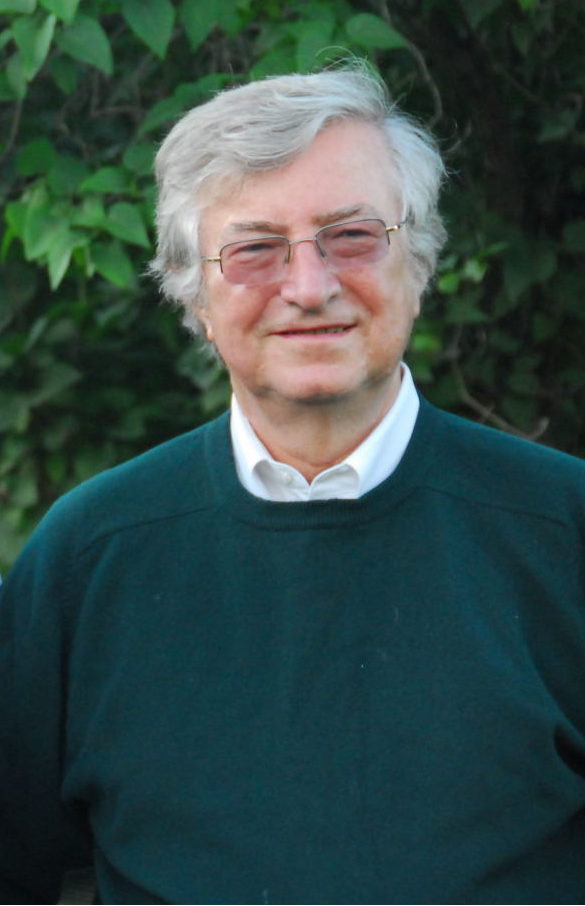
Andrzej Targowski, na sportowo (2008)

Andrzej Targowski grał w tenisa, był także prezesem Polskiego Związku Tenisowego w latach 1971–1972. Zdobył liczne tytuły:
- mistrz Warszawy juniorów
- międzynarodowy mistrz Polski w deblu (Sopot, 1979)
- mistrzostwa USA seniorów w deblu (Arizona, 2003) – piąte miejsce
- wicemistrz seniorów stanu Michigan w deblu (2011)

## Publikacje
Książki na tematy informatyki:
- Automatyzacja przetwarzania danych, Warszawa, PWE, 1970
- Informatyka: klucz do dobrobytu, PIW, 1971 – pierwsza książka na temat informatyki w Polsce
- Organizacja ośrodków obliczeniowych, Warszawa, PWŁ, 1971
- Organizacja procesów przetwarzania danych, Warszawa, PWE, 1975
- Informatyka: modele systemów i rozwoju, Warszawa: PWE, 1980 – pierwsze rozwinięte definicje informatyki i jej rozwoju w Polsce
- The Architecture and Planning of Enterprise-wide Information Management Systems, Map of the Enterprise, Idea Group Publishing& Harrisburg, 1990, ISBN 1-878289-02-0.
- Strategia i architektura systemów informatycznych przedsiębiorstwa w gospodarce rynkowej, Warszawa, Nowe Wydawnictwo Polskie, 1992, ISBN 83-85135-51-0.
- GII: Global Information Infrastructure, Information Science Publishing, Harrisburg 1996, ISBN 1-59904-349-1.
- Enterprise Information Infrastructure, New York, Simon & Schuster, 1999, ISBN 0-536-62687-1.
- Informatyka bez złudzeń – wspomnienia, Wydawnictwo Adam Marszalek, Toruń 2001, ISBN 83-7174-795-0 – dostępna w całości w Bibliotece Cyfrowej Politechniki Warszawskiej[12]
- Electronic Enterprise, Strategy and Architecture, Harrisburg, PA, London, IRM Press, 2003, ISBN 1-931777-77-2.
- Information Technology and Societal Development, Hershey, PA and New York, Information Science Reference, 2009, ISBN 1-60566-005-1.
- Cognitive Informatics and Wisdom Development, Hershey, PA and New York, Information Science Reference (w publikacji), 2011, ISBN 978-1-60960-168-3.
- A. Targowski, T. Rienzo, Enterprise Information Infrastructure, Kalamazoo, Paradox Associates, 2002, ISBN 0-9722483-0-7.
- A. Targowski, T. Rienzo, Enterprise Information Infrastructure, Kalamazoo, Paradox Associates, 2004, ISBN 0-9722483-1-5.
- A. Targowski, M. Tarn, Enterprise Systems Education in the 21st Century, Harrisburg, Information Science Publishing, 2006, ISBN 1-59904-349-1.
- A.Targowski, Historia, Teraźniejszość, Przyszłość Informatyki (History, Present, Future of Informatics), Łódź: Wydawnictwo Politechniki Łódzkiej, 2013, ISBN 978-83-7283-535-2.
- A. Targowski, The History, Present State and Future of Information Technology, Santa Rosa, California: Informing Science Press, 2016, ISBN 978-1-68110-002-9.
- A. Targowski, Informing and Civilization, Santa Rosa, California: Informing Science Press, 2016, ISBN 978-1-68110-006-7.
- A. Targowski, Informatyka strategiczna w dobie powszechnej cyfryzacji w XXI w., Kraków, Polska Akademia Umiejętności, 2023, ISBN 978-83-7676-343-9.

Książki na tematy politologiczne i cywilizacyjne oraz filozoficzne:
- Red Fasicm, Lawrenceville, VA: Brunshwick Publishing Co., 1982, ISBN 0-931494-23-0.
- Chwilowy koniec historii Warszawa, Nowe Polskie Wydawnictwo, 1991, ISBN 83-85135-30-8.
- Dogonić czas, Warszawa, Bellona, 1993, ISBN 83-11-08245-6.
- Obrona Polski, dziś i jutro, Warszawa, Bellona, 1993, ISBN 83-11-08280-4 – jako redaktor
- Wizja Polski, Warszawa, 1995, 1997, ISBN 83-86245-30-1, 2000 ISBN 83-86245-87-5 – jako współredaktor
- Losy Polski i Świata, Warszawa, Bellona, 2000, ISBN 83-11-09094-7 – jako współredaktor
- Obserwacje z USA, Warszawa, Cinderella Books, 2003, ISBN 978-83-7339-030-0.
- Spojrzenie z USA na Polskę, świat i nie tylko (cz. 1), Warszawa, Biblioteka Nowego Kuriera, 2009, ISBN 978-83-929067-0-4.
- Spojrzenie z USA na Polskę, świat i nie tylko (cz. 2), Warszawa, Biblioteka Nowego Kuriera, 2009, ISBN 978-83-929067-4-2.
- Wisdom, Kalamazoo, MI: Civilization Press, 2012, ISBN 978-0-9835126-6-0.
- Harnessing the Power of Wisdom, New York, Nova Science Publishers, 2013, ISBN 978-1-62618-890-7.
- A. Targowski, Marek J. Celinski, Eds. Spirituality and Civilization Sustainability in the 21st Century, Nova Science Publishers, 2013, ISBN 978-1-62618-587-6.
- Targowski, A. (2014). Global Civilization in the 21st Century, Nova Science Publishers
- Targowski, A. & B. Han. Eds. (2014). Chinese Civilization in the 21st Century, Nova Science Publishers, ISBN 978-1-63321-960-1.
- Targowski, A. (2015). Virtual Civilization in the 21st Century, Nova Science Publishers
- Targowski, A. (2015). The Limits of Civilization, Nova Science Publishers
- Isaac, T. & A. Targowski, A. (2015). African Civilization in the 21st Century, Nova Science Publishers
- Targowski, A. (2015). Western Civilization in the 21st Century. Nova Science Publishers, ISBN 978-1-63482-302-9.
- Targowski, A. (2023). Informatyka w służbie ludobójstwa. Warszawa: Wyd. Capital ISBN 978-8-36760-719-3.